# EHF Challenge Cup der Frauen 2013/14

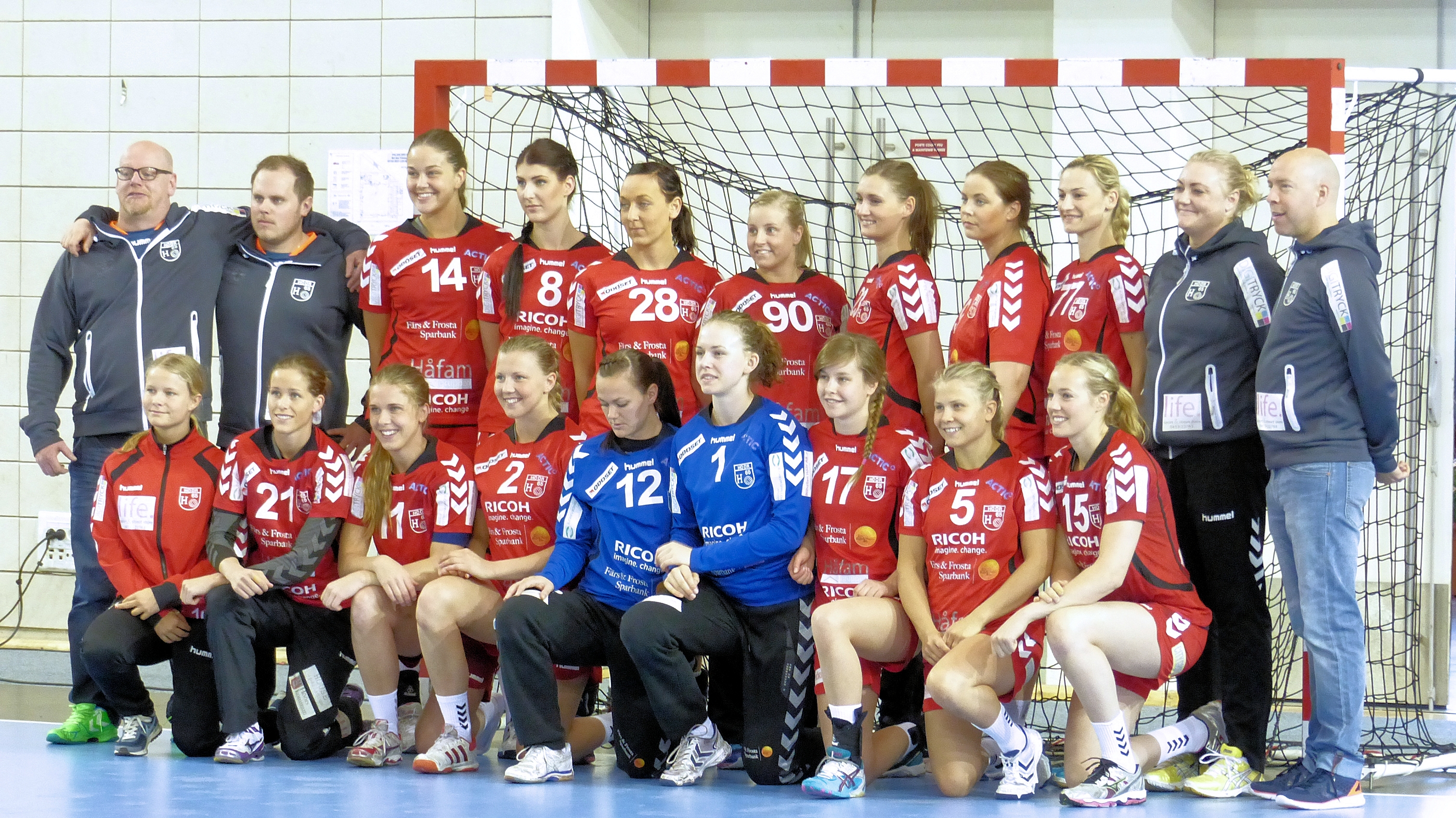
Mannschaftsfoto von H 65 Höör

Am EHF Challenge Cup 2013/14 nahmen 25 Handball-Vereinsmannschaften teil, die sich in der vorangegangenen Saison in ihren Heimatländern für den Wettbewerb qualifiziert haben. Es war die 14. Austragung des Challenge Cups unter diesem Namen. Die Pokalspiele begannen am 9. Oktober 2013, das Rückrundenfinale fand am 11. Mai 2014 statt. Der Titelverteidiger war DHK Baník Most. Den Titel gewann die schwedische Mannschaft H 65 Höör.

## Runde 3
Es nehmen 18 Mannschaften teil.
Die Auslosung der 3. Runde fand am 23. Juli 2013 statt. Die Hinspiele finden am 9./10. November 2013 statt, die Rückspiele am 16./17. November 2013.

### Qualifizierte Teams
| Topf 1: - Vistal Gdynia - JAC Alcanena - ABU Baku - H 65 Höör - GAS Anagennisi Artas - ŽRK Krivaja - Yellow Winterthur - KHF Prishtina - ŽRK Danilovgrad | Topf 2: - Union Mios Biganos-Bègles - Istanbul Maltepe BGSK - DHC Slavia Praha - HK Dneprjanka Cherson - Westfriesland SEW - ŽRK Naisa Niš - Colégio de Gaia - GAS Megas Alexandros Giannitson - SG Basel Regio |

### Ausgeloste Spiele und Ergebnisse
| Mannschaft 1                                        | Mannschaft 2                                         | Hinspiel             | Rückspiel            | Gesamt  |
| --------------------------------------------------- | ---------------------------------------------------- | -------------------- | -------------------- | ------- |
| GAS Anagennisi Artas Aušra Stankutė 10              | HK Dneprjanka Cherson Anastassyja Syntschuk 10       | 09.11.2013 18:00 Uhr | 10.11.2013 18:00 Uhr | 37 : 42 |
| GAS Anagennisi Artas Aušra Stankutė 10              | HK Dneprjanka Cherson Anastassyja Syntschuk 10       | 21 : 25 (11 : 14)    | 17 : 16 (10 : 9)     | 37 : 42 |
| GAS Anagennisi Artas Aušra Stankutė 10              | HK Dneprjanka Cherson Anastassyja Syntschuk 10       | 300 Zuschauer        | 300 Zuschauer        | 37 : 42 |
| ŽRK Danilovgrad Nada Pejović 11                     | ŽRK Naisa Niš Suzana Ćubela 12                       | 10.11.2013 18:00 Uhr | 16.11.2013 18:30 Uhr | 42 : 47 |
| ŽRK Danilovgrad Nada Pejović 11                     | ŽRK Naisa Niš Suzana Ćubela 12                       | 25 : 24 (16 : 12)    | 23 : 17 (11 : 7)     | 42 : 47 |
| ŽRK Danilovgrad Nada Pejović 11                     | ŽRK Naisa Niš Suzana Ćubela 12                       | 100 Zuschauer        | 1.000 Zuschauer      | 42 : 47 |
| Union Mios Biganos-Bègles Alexandra Lacrabère 15    | Vistal Gdynia Patrycja Kulwińska 10                  | 09.11.2013 19:00 Uhr | 10.11.2013 16:00 Uhr | 59 : 46 |
| Union Mios Biganos-Bègles Alexandra Lacrabère 15    | Vistal Gdynia Patrycja Kulwińska 10                  | 34 : 24 (17 : 11)    | 22 : 25 (9 : 12)     | 59 : 46 |
| Union Mios Biganos-Bègles Alexandra Lacrabère 15    | Vistal Gdynia Patrycja Kulwińska 10                  | 850 Zuschauer        | 1.000 Zuschauer      | 59 : 46 |
| DHC Slavia Praha Kateřina Keclíková 11              | Yellow Winterthur Ria Jugovic 9                      | 09.11.2013 11:00 Uhr | 10.11.2013 11:00 Uhr | 65 : 42 |
| DHC Slavia Praha Kateřina Keclíková 11              | Yellow Winterthur Ria Jugovic 9                      | 35 : 17 (18 : 10)    | 25 : 30 (9 : 18)     | 65 : 42 |
| DHC Slavia Praha Kateřina Keclíková 11              | Yellow Winterthur Ria Jugovic 9                      | 350 Zuschauer        | 250 Zuschauer        | 65 : 42 |
| Istanbul Maltepe BGSK Yeliz Yılmaz 11               | JAC Alcanena Neuza Valente 14                        | 09.11.2013 18:00 Uhr | 16.11.2012 17:00 Uhr | 68 : 54 |
| Istanbul Maltepe BGSK Yeliz Yılmaz 11               | JAC Alcanena Neuza Valente 14                        | 40 : 29 (23 : 13)    | 25 : 28 (8 : 15)     | 68 : 54 |
| Istanbul Maltepe BGSK Yeliz Yılmaz 11               | JAC Alcanena Neuza Valente 14                        | 400 Zuschauer        | 500 Zuschauer        | 68 : 54 |
| SG Basel Regio Seraina Hochstrasser 17              | KHF Prishtina Admire Toverlani 14                    | 10.11.2013 17:00 Uhr | 16.11.2013 17:00 Uhr | 80 : 48 |
| SG Basel Regio Seraina Hochstrasser 17              | KHF Prishtina Admire Toverlani 14                    | 50 : 25 (25 : 15)    | 23 : 30 (12 : 13)    | 80 : 48 |
| SG Basel Regio Seraina Hochstrasser 17              | KHF Prishtina Admire Toverlani 14                    | 450 Zuschauer        | 200 Zuschauer        | 80 : 48 |
| GAS Megas Alexandros Giannitson Eleni Anastasiou 15 | ABU Baku Inara Yusibova 15                           | 15.11.2013 17:00 Uhr | 16.11.2012 17:00 Uhr | 39 : 60 |
| GAS Megas Alexandros Giannitson Eleni Anastasiou 15 | ABU Baku Inara Yusibova 15                           | 21 : 32 (7 : 18)     | 28 : 18 (15 : 11)    | 39 : 60 |
| GAS Megas Alexandros Giannitson Eleni Anastasiou 15 | ABU Baku Inara Yusibova 15                           | 600 Zuschauer        | 150 Zuschauer        | 39 : 60 |
| ŽRK Krivaja Admira Zvekić 11                        | Colégio de Gaia Vanessa Silva, Sandra Santiago je 10 | 08.11.2013 17:45 Uhr | 09.11.2013 17:45 Uhr | 46 : 57 |
| ŽRK Krivaja Admira Zvekić 11                        | Colégio de Gaia Vanessa Silva, Sandra Santiago je 10 | 21 : 30 (11 : 17)    | 27 : 25 (15 : 11)    | 46 : 57 |
| ŽRK Krivaja Admira Zvekić 11                        | Colégio de Gaia Vanessa Silva, Sandra Santiago je 10 | 250 Zuschauer        | 250 Zuschauer        | 46 : 57 |
| H 65 Höör Jennie Linnéll 10                         | Westfriesland SEW Delaila Amega 9                    | 10.11.2013 13:00 Uhr | 16.11.2012 18:00 Uhr | 65 : 42 |
| H 65 Höör Jennie Linnéll 10                         | Westfriesland SEW Delaila Amega 9                    | 33 : 20 (15 : 7)     | 22 : 32 (9 : 15)     | 65 : 42 |
| H 65 Höör Jennie Linnéll 10                         | Westfriesland SEW Delaila Amega 9                    | 462 Zuschauer        | 400 Zuschauer        | 65 : 42 |

## Achtelfinale
Im Achtelfinale nehmen die 9 Gewinner der 3. Runde und die 7 Mannschaften die sich vorher in ihren Landesverbänden für den Wettbewerb qualifiziert hatten teil.

Die Auslosung des Achtelfinales fand am 19. November 2013 in Wien statt.

Die Hinspiele fanden am 1. bis 2. Februar 2014 statt. Die Rückspiele fanden am 8. bis 9. Februar 2014 statt.

### Qualifizierte Teams
| Topf 1: - RK Zelina - DHC Sokol Poruba - Issy Paris Handball - Union Mios Biganos-Bègles - HV Quintus - RK BMS Milenium - Ardeşen GSK - HK Halytschanka Lwiw | Topf 2: - ABU Baku - DHC Slavia Praha - Colegio de Gaia - ŽRK Naisa Niš - SG Basel Regio Handball - H 65 Höör - Istanbul Maltepe Bel. GSK - HK Dneprjanka Cherson |

### Ausgeloste Spiele und Ergebnisse
| Mannschaft 1                                                            | Mannschaft 2                                     | Hinspiel             | Rückspiel            | Gesamt  |
| ----------------------------------------------------------------------- | ------------------------------------------------ | -------------------- | -------------------- | ------- |
| SG Basel Regio Handball Marie-Rose Bütikofer, Seraina Hochstrasser je 7 | Union Mios Biganos-Bègles Alexandra Lacrabère 19 | 01.02.2014 20:00 Uhr | 08.02.2014 20:00 Uhr | 47 : 88 |
| SG Basel Regio Handball Marie-Rose Bütikofer, Seraina Hochstrasser je 7 | Union Mios Biganos-Bègles Alexandra Lacrabère 19 | 22 : 45 (9 : 22)     | 43 : 25 (17 : 10)    | 47 : 88 |
| SG Basel Regio Handball Marie-Rose Bütikofer, Seraina Hochstrasser je 7 | Union Mios Biganos-Bègles Alexandra Lacrabère 19 | 300 Zuschauer        | 400 Zuschauer        | 47 : 88 |
| RK Zelina Andrea Šerić 12                                               | DHC Slavia Praha Kateřina Keclíková 10           | 08.02.2014 19:00 Uhr | 09.02.2014 18:00 Uhr | 41 : 43 |
| RK Zelina Andrea Šerić 12                                               | DHC Slavia Praha Kateřina Keclíková 10           | 23 : 24 (11 : 11)    | 19 : 18 (9 : 10)     | 41 : 43 |
| RK Zelina Andrea Šerić 12                                               | DHC Slavia Praha Kateřina Keclíková 10           | 600 Zuschauer        | 700 Zuschauer        | 41 : 43 |
| Istanbul Maltepe Bel. GSK Anastassija Sinizyna 20                       | Issy Paris Handball Karolina Gardoni 13          | 07.02.2014 19:00 Uhr | 08.02.2014 20:30 Uhr | 47 : 77 |
| Istanbul Maltepe Bel. GSK Anastassija Sinizyna 20                       | Issy Paris Handball Karolina Gardoni 13          | 27 : 38 (10 : 20)    | 39 : 20 (20 : 9)     | 47 : 77 |
| Istanbul Maltepe Bel. GSK Anastassija Sinizyna 20                       | Issy Paris Handball Karolina Gardoni 13          | 750 Zuschauer        | 1.200 Zuschauer      | 47 : 77 |
| Colégio de Gaia Sandra Santiago 20                                      | HV Quintus Daisy Hage 13                         | 08.02.2014 17:45 Uhr | 09.02.2014 17:45 Uhr | 40 : 61 |
| Colégio de Gaia Sandra Santiago 20                                      | HV Quintus Daisy Hage 13                         | 19 : 24 (12 : 13)    | 37 : 21 (16 : 9)     | 40 : 61 |
| Colégio de Gaia Sandra Santiago 20                                      | HV Quintus Daisy Hage 13                         | 250 Zuschauer        | 220 Zuschauer        | 40 : 61 |
| HK Halytschanka Lwiw Tamara Smbatjan 13                                 | HK Dneprjanka Cherson Anastasiia Metelska 18     | 01.02.2014 18:00 Uhr | 02.02.2014 11:00 Uhr | 51 : 37 |
| HK Halytschanka Lwiw Tamara Smbatjan 13                                 | HK Dneprjanka Cherson Anastasiia Metelska 18     | 27 : 20 (16 : 8)     | 17 : 24 (9 : 11)     | 51 : 37 |
| HK Halytschanka Lwiw Tamara Smbatjan 13                                 | HK Dneprjanka Cherson Anastasiia Metelska 18     | 500 Zuschauer        | 300 Zuschauer        | 51 : 37 |
| ABU Baku Marina Tankaskaya 16                                           | RK BMS Milenium Marija Obradović 13              | 08.02.2014 19:00 Uhr | 09.02.2014 18:00 Uhr | 55 : 62 |
| ABU Baku Marina Tankaskaya 16                                           | RK BMS Milenium Marija Obradović 13              | 29 : 33 (14 : 15)    | 29 : 26 (17 : 15)    | 55 : 62 |
| ABU Baku Marina Tankaskaya 16                                           | RK BMS Milenium Marija Obradović 13              | 300 Zuschauer        | 300 Zuschauer        | 55 : 62 |
| ŽRK Naisa Niš Liliia Gorilska 16                                        | Ardeşen GSK Perihan Topaloğlu 15                 | 08.02.2014 16:00 Uhr | 09.02.2014 16:00 Uhr | 52 : 56 |
| ŽRK Naisa Niš Liliia Gorilska 16                                        | Ardeşen GSK Perihan Topaloğlu 15                 | 25 : 30 (10 : 14)    | 26 : 27 (12 : 16)    | 52 : 56 |
| ŽRK Naisa Niš Liliia Gorilska 16                                        | Ardeşen GSK Perihan Topaloğlu 15                 | 3.500 Zuschauer      | 5.000 Zuschauer      | 52 : 56 |
| DHC Sokol Poruba Michaela Hrbková 14                                    | H 65 Höör Jasmina Đapanović 16                   | 01.02.2014 18:00 Uhr | 08.02.2014 16:00 Uhr | 47 : 47 |
| DHC Sokol Poruba Michaela Hrbková 14                                    | H 65 Höör Jasmina Đapanović 16                   | 24 : 25 (15 : 12)    | 22 : 23 (14 : 12)    | 47 : 47 |
| DHC Sokol Poruba Michaela Hrbková 14                                    | H 65 Höör Jasmina Đapanović 16                   | 660 Zuschauer        | 364 Zuschauer        | 47 : 47 |

## Viertelfinale
Im Viertelfinale nahmen die 8 Gewinner des Achtelfinales teil.

Die Auslosung des Viertelfinales fand am 11. Februar 2014 in Wien statt.

Die Hinspiele fanden am 1.–2. März 2014 statt. Die Rückspiele fanden am 8.–9. März 2014 statt.

### Qualifizierte Teams
| - H 65 Höör - DHC Slavia Praha - Issy Paris Handball - Union Mios Biganos-Bègles - HV Quintus - RK BMS Milenium - Ardeşen GSK - HK Halytschanka Lwiw |

### Ausgeloste Spiele und Ergebnisse
| Mannschaft 1                                            | Mannschaft 2                                     | Hinspiel             | Rückspiel            | Gesamt  |
| ------------------------------------------------------- | ------------------------------------------------ | -------------------- | -------------------- | ------- |
| Issy Paris Handball Stine Bredal Oftedal 12             | DHC Slavia Praha Hana Kutlvašrová 13             | 02.03.2014 16:00 Uhr | 09.03.2014 19:00 Uhr | 68 : 50 |
| Issy Paris Handball Stine Bredal Oftedal 12             | DHC Slavia Praha Hana Kutlvašrová 13             | 27 : 27 (13 : 14)    | 23 : 41 (12 : 22)    | 68 : 50 |
| Issy Paris Handball Stine Bredal Oftedal 12             | DHC Slavia Praha Hana Kutlvašrová 13             | 1.000 Zuschauer      | 500 Zuschauer        | 68 : 50 |
| HV Quintus Daisy Hage, Cynthia Grift je 9               | Union Mios Biganos-Bègles Alexandra Lacrabère 21 | 02.03.2014 15:30 Uhr | 08.03.2014 16:00 Uhr | 55 : 73 |
| HV Quintus Daisy Hage, Cynthia Grift je 9               | Union Mios Biganos-Bègles Alexandra Lacrabère 21 | 32 : 38 (19 : 21)    | 35 : 23 (21 : 13)    | 55 : 73 |
| HV Quintus Daisy Hage, Cynthia Grift je 9               | Union Mios Biganos-Bègles Alexandra Lacrabère 21 | 550 Zuschauer        | 410 Zuschauer        | 55 : 73 |
| RK BMS Milenium Ivana Popović 12                        | HK Halytschanka Lwiw Iryna Stelmach 17           | 10.03.2014 18:00 Uhr | 11.03.2014 17:30 Uhr | 52 : 53 |
| RK BMS Milenium Ivana Popović 12                        | HK Halytschanka Lwiw Iryna Stelmach 17           | 28 : 29 (17 : 13)    | 24 : 24 (12 : 15)    | 52 : 53 |
| RK BMS Milenium Ivana Popović 12                        | HK Halytschanka Lwiw Iryna Stelmach 17           | 200 Zuschauer        | 200 Zuschauer        | 52 : 53 |
| Ardeşen GSK Perihan Topaloğlu, Neslihan Yakupoğlu je 11 | H 65 Höör Jasmina Đapanović 12                   | 02.03.2014 16:00 Uhr | 08.03.2014 16:00 Uhr | 43 : 55 |
| Ardeşen GSK Perihan Topaloğlu, Neslihan Yakupoğlu je 11 | H 65 Höör Jasmina Đapanović 12                   | 22 : 29 (12 : 14)    | 26 : 21 (14 : 08)    | 43 : 55 |
| Ardeşen GSK Perihan Topaloğlu, Neslihan Yakupoğlu je 11 | H 65 Höör Jasmina Đapanović 12                   | 2.000 Zuschauer      | 623 Zuschauer        | 43 : 55 |

## Halbfinale
Im Halbfinale nahmen die Gewinner des Viertelfinales teil, das zwischen dem 5. und dem 11. April 2014 ausgetragen wurde.

### Ausgeloste Spiele und Ergebnisse
| Mannschaft 1                            | Mannschaft 2                                 | Hinspiel             | Rückspiel            | Gesamt  |
| --------------------------------------- | -------------------------------------------- | -------------------- | -------------------- | ------- |
| HK Halytschanka Lwiw Iryna Stelmach 14  | H 65 Höör Jasmina Đapanović 15               | 05.04.2014 15:00 Uhr | 06.04.2014 15:00 Uhr | 47 : 58 |
| HK Halytschanka Lwiw Iryna Stelmach 14  | H 65 Höör Jasmina Đapanović 15               | 22 : 29 (10 : 13)    | 29 : 25 (16 : 10)    | 47 : 58 |
| HK Halytschanka Lwiw Iryna Stelmach 14  | H 65 Höör Jasmina Đapanović 15               | 267 Zuschauer        | 431 Zuschauer        | 47 : 58 |
| Issy Paris Hand Stine Bredal Oftedal 14 | Union Mios Biganos-Bègles Mireya González 10 | 06.04.2014 16:00 Uhr | 11.04.2014 19:00 Uhr | 56 : 46 |
| Issy Paris Hand Stine Bredal Oftedal 14 | Union Mios Biganos-Bègles Mireya González 10 | 31 : 24 (11 : 13)    | 22 : 25 (12 : 10)    | 56 : 46 |
| Issy Paris Hand Stine Bredal Oftedal 14 | Union Mios Biganos-Bègles Mireya González 10 | 950 Zuschauer        | 2.500 Zuschauer      | 56 : 46 |

## Finale
Es nahmen die zwei Sieger aus dem Halbfinale teil. Das Hinspiel fand am 3. Mai 2014 statt. Das Rückspiel fand am 11. Mai 2014 statt.

### Ausgeloste Spiele und Ergebnisse
| Mannschaft 1 | Mannschaft 2    | Hinspiel           | Rückspiel          | Gesamt  |
| ------------ | --------------- | ------------------ | ------------------ | ------- |
| H 65 Höör    | Issy Paris Hand | 03.05.14 13:00 Uhr | 11.05.14 17:00 Uhr | 42 : 42 |
| H 65 Höör    | Issy Paris Hand | 19 : 21 (08 : 11)  | 21 : 23 (15 : 14)  | 42 : 42 |

### Hinspiel
H 65 Höör – Issy Paris Hand  19 : 21 (08 : 11)
3. Mai 2014 in Höör, Björkvikshallen, 635 Zuschauer.
H 65 Höör: Ryde, Wiberg – Rej (6), Đapanović  (4), Wall (3), Lindberg (2), Andrejic (1), Je. Linnéll  (1), Blomberg, Dobak Ocsko, Johansson, Jo. Linnéll, Persson, Roxå , Sandell 
Issy Paris Hand: Garba, Attingré – Briemant  (5), Signaté  (4), Goudjo  (3), Gardoni  (2), Oftedal (2), Wibe  (2), Kpozé (1), Lassource (1), Mordal (1), N’Gouan, Spincer
Schiedsrichter:  Ihar Yudchyts und Siarhei Kot
Quelle: Spielbericht

### Rückspiel
Issy Paris Hand – H 65 Höör  21 : 23 (15 : 14)
11. Mai 2014 in Issy-les-Moulineaux, Palais des Sports Robert Charpentier, 1.700 Zuschauer.
Issy Paris Hand: Garba, Attingré – Oftedal (5), Spincer (4), Wibe  (3), Gardoni (2), Goudjo  (2), Briemant  (1), Kpozé (1), Lassource  (1), Mordal (1), Signaté  (1), Camara , Keita, N’Gouan
H 65 Höör: Ryde, Wiberg – Rej   (7), Lindberg (6), Đapanović  (3), Sandell (2), Wall (2), Andrejic (1), Johansson  (1), Je. Linnéll (1), Dobak Ocsko, Jo. Linnéll, Persson, Rask, Roxå 
Schiedsrichter:  Jiří Opava und Pavel Válek
Quelle: Spielbericht

## Statistiken

### Torschützenliste
Die Torschützenliste zeigt die drei besten Torschützinnen in der EHF Challenge Cup der Frauen 2013/14.
Zu sehen sind die Nation der Spielerin, der Name, die Position, der Verein, die gespielten Spiele, die Tore und die Ø-Tore.
| Pl. | Nation     | Spieler             | Pos. | Verein                    | Sp. | Tore | Ø    |
| --- | ---------- | ------------------- | ---- | ------------------------- | --- | ---- | ---- |
| 1.  | Frankreich | Alexandra Lacrabère | (RR) | Union Mios Biganos-Begles | 4   | 34   | 8,50 |
| 2.  | Portugal   | Sandra Santiago     | (RL) | Colegio de Gaia           | 4   | 30   | 7,50 |
| 3.  | Russland   | Anastasia Sinitsyna | (RL) | Istanbul Maltepe Bel.GSK  | 4   | 30   | 7,50 |